# SOPMOD
SOPMOD (angleško Special Operations Peculiar Modification) je vojaška kratica, ki označuje ameriški vojaški program Posebna modifikacija za specialne operacije.
SOPMOD program temelji na modernizaciji in preobrazbi obstoječih orožij v orožja specialnih sil, ki potrebujejo posebej prilagojeno orožje za nekonvencionalno bojevanje.

SOPMOD dodatki za jurišne puške Colt M4 so:
- adapterski sistem z vodili,
- pomožni kovinski merek,
- snemljiva ročica za prenašanje z merkom,
- dnevno optični namerilnik,
- refleksni namerilnik,
- svetilka z vidno svetlobo,
- vidni laser,
- infrardeči osvetljevalnik in laser,
- miniaturni nočni namerilnik,
- podvesni bombomet kal. 40 mm s preklopnim dnevnim merkom,
- sprednji pištolski ročaj,
- dušilec poka,
- univerzalni nastavek za žepne nočne opazovalne naprave,
- taktični jermen,
- izpopoljneno kopito.

## SOPMOD orožja
- SOPMOD M4A1
- SOPMOD M14
- SOPMOD M203E1